# Atomaria wollastoni
Atomaria wollastoni is een keversoort uit de familie harige schimmelkevers (Cryptophagidae). De wetenschappelijke naam van de soort werd in 1867 gepubliceerd door David Sharp.